# Egil Offenberg
Egil Offenberg (* 8. März 1899 in Christiania; † 8. Juli 1975) war ein norwegischer Unternehmer, Wirtschaftsmanager und Politiker der Høyre, der 1945 in der ersten Regierung von Ministerpräsident Einar Gerhardsen Minister für Versorgung und Wiederaufbau war.

## Leben

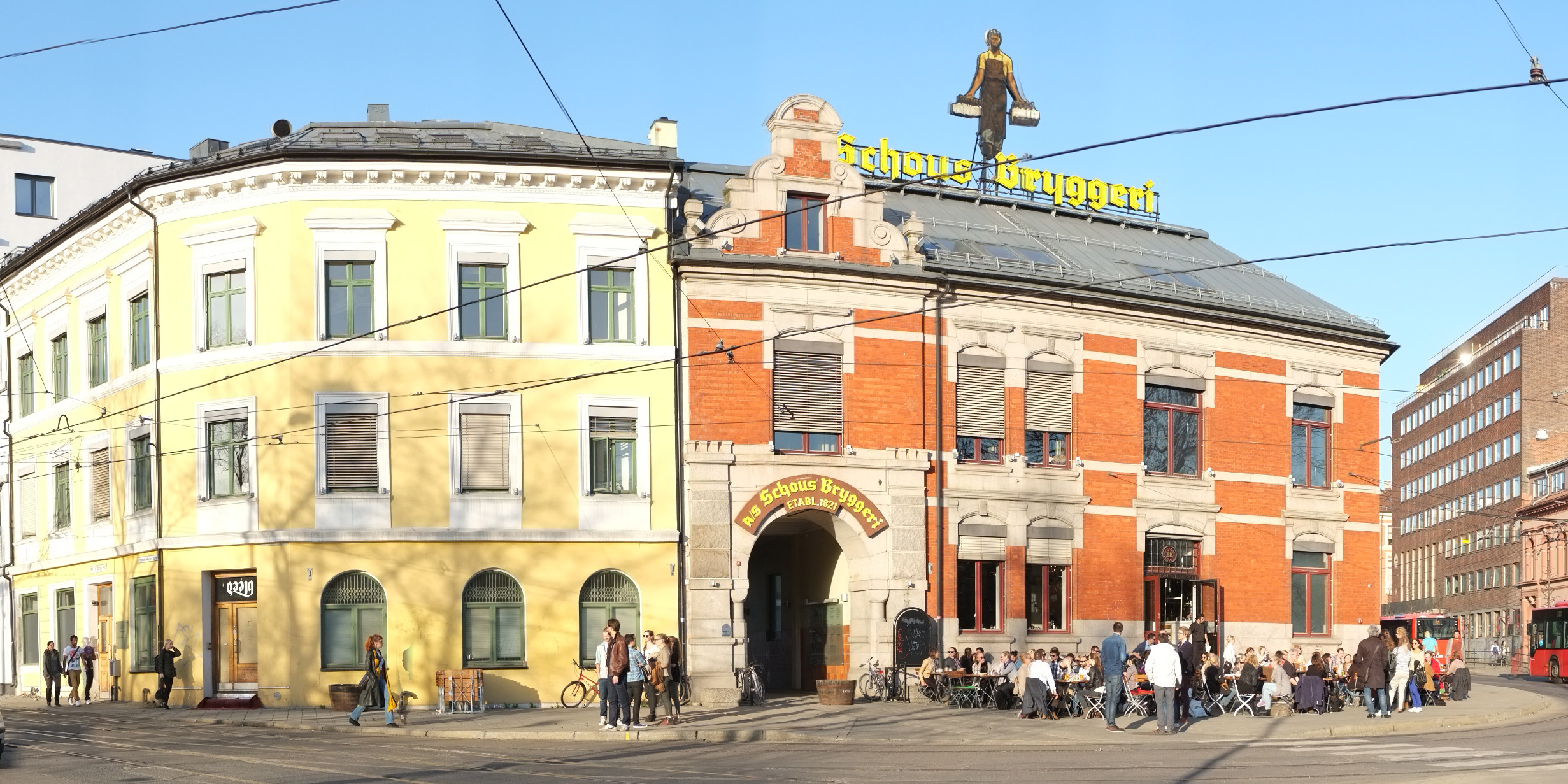
Firmensitz der Schous Bryggeri in der Trondheimsveien in Oslo

Offenberg besuchte nach dem Schulabschluss 1917 ein Jahr lang die Handelsschule und begann 1918 eine berufliche Tätigkeit in der Exportwirtschaft. Nach beruflichen Aufenthalten in Spanien und Frankreich wurde er 1922 Mitarbeiter der Schous-Brauerei (Schous Bryggeri) in Oslo und war dort bis zu seinem Eintritt in den Ruhestand 1969 beschäftigt. Nach dem Besuch der Brauereischule in München wurde er 1925 zunächst Vize-Direktor, ehe er von 1932 bis 1969 Geschäftsführender Direktor der Schous Bryggeri war.
Seine politische Laufbahn begann Offenberg in der Kommunalpolitik und war von 1937 bis 1951 für die konservative Høyre Mitglied des Stadtrates (Bystyre) von Oslo. Nach der deutschen Besetzung Norwegens durch das Unternehmen Weserübung engagierte er sich in der Widerstandsbewegung und war seit 1942 Repräsentant der Wirtschaft im Koordinationsausschuss KK (Koordinasjonskomiteen) sowie seit 1944 in der Führung der Heimatfront (Hjemmefrontens Ledelse).
Nach dem Ende des Zweiten Weltkrieges und der Bildung einer Allparteienregierung (Samlingsregjeringen) unter Ministerpräsident Einar Gerhardsen wurde Offenberg am 25. Juni 1945 Minister für Versorgung und Wiederaufbau (Forsynings- og Gjenreisningsminister) in dieser ersten Regierung Gerhardsens. Dieses Ministeramt bekleidete er bis zum Ende der ersten Amtszeit Gerhardsens am 5. November 1945.
Später war er von 1948 bis 1957 erst Vorsitzender sowie anschließend zwischen 1957 und 1968 Vize-Vorsitzender der Norwegischen Brauereivereinigung (Den norske Bryggeriforening). Daneben war er als Nachfolger von Eilif Bang von 1950 bis zu seiner Ablösung durch Hans Theodor Kiær 1953 Vorsitzender des Unternehmerverbandes (Norges Industriforbund) und gehörte als Mitglied den Vorständen verschiedener Unternehmen an wie der Christiania Bank og Kreditkasse, der Papierfabrik Södra Cell Tofte, dem Mineralwasserunternehmen Farris A/S und der Fluggesellschaft Det Norske Luftfartselskap (DNL).
Für seine langjährigen Verdienste wurde Offenberg 1955 zum Ritter Erster Klasse des Sankt-Olav-Ordens ernannt. Ferner war er Kommandeur des schwedischen Wasaordens sowie Ritter des dänischen Dannebrogordens.